# کالیکستو مارتینس
کالیکستو مارتینس (اسپانیایی: Calixto Martínez‎؛ زادهٔ ۱۴ اکتبر ۱۹۵۲) بازیکن فوتبال اهل کوبا بود.
از باشگاه‌هایی که در آن بازی کرده است می‌توان به باشگاه فوتبال پینار دل ریو اشاره کرد.
وی همچنین در تیم ملی فوتبال کوبا بازی کرده است.